# Felix Salzer
Pour les articles homonymes, voir Salzer.
Felix Salzer  (13 juin 1904, Vienne - 12 août 1986, New York) est un théoricien de la musique, musicologue et pédagogue austro-américain. Il est l'un des principaux disciples de Heinrich Schenker, et a fait beaucoup pour affiner et expliquer les analyses schenkériennes après la mort de Schenker.

## Biographie
Il est né à Vienne de Max Salzer (un médecin) et Helene Wittgenstein (fille de Karl Wittgenstein). Il a étudié la musicologie avec Guido Adler à l'Université de Vienne, passant son doctorat en 1926 avec une thèse sur la forme sonate dans les œuvres de Franz Schubert. Dans le même temps, il a étudié la théorie et l'analyse de la musique avec Heinrich Schenker et Hans Weisse. En 1939, Salzer a émigré aux États-Unis et en est devenu citoyen en 1945. Aux États-Unis, il a enseigné dans plusieurs écoles, dont le Mannes School of Music et le Queens College de l'Université de la ville de New York.
Ses contributions à la théorie de Schenker sont doubles : d'abord, il a introduit les idées de Schenker auprès des théoriciens de la musique et musicologues américains, et deuxièmement, il a appliqué la technique d'analyse à de la musique différente de celle sur laquelle Schenker avait travaillé exclusivement, en particulier à la musique de la Renaissance, à la Musique médiévale et à la musique du XXe siècle. Les théoriciens postérieurs ont également appliqué les techniques de Schenker à la musique populaire.
Salzer a épousé Hedwig Lindtberg (la sœur de Leopold Lindtberg) en 1939. Elle est décédée le 29 février 2000. Ils n'avaient pas d'enfants.

## Œuvres
Les œuvres de Salzer comprennent :
- Structural Hearing (1952 et 1962),
- Counterpoint in Composition: The Study of Voice Leading (avec Carl Schachter), Columbia University Press, 1969,  (ISBN 0-231-07039-X)
- le périodique The Music Forum (créé en 1967).